# Nina Nikitina
Nina Iljiniczna Nikitina (ros. Нина Ильинична Никитина, ur. 30 grudnia 1913, zm. 17 września 2000) – radziecka aktorka filmowa, teatralna i głosowa. Podczas wielkiej wojny ojczyźnianej uczestniczyła w brygadach frontowych. Była żoną Nikołaja Iwanowicza Bolszakowa (1912-1990) – radzieckiego operatora filmowego, Zasłużonego Działaczka Sztuk RFSRR. Aktorka w Teatrze im. Wachtangowa oraz Teatru Aktora Filmowego. Pochowana na Cmentarzu Wwiedieńskim w Moskwie.

## Wybrana filmografia

### filmy fabularne
- 1939: Szczors jako Nastia
- 1939: Minin i Pożarski jako Pałaszka
- 1958: Podwójna gra[3]
- 1965: Proszę o książkę zażaleń
- 1965: Miłosne kłopoty
- 1965: Wczesnym rankiem[4]

### filmy animowane
- 1954: Złota antylopa jako Antylopa (głos)
- 1973: Wasilijok (głos)